# 南朝太后三卿列表
南朝太后三卿沿襲晉制，為衛尉、少府、太僕，隨太后宮名為官號，位在皇帝同號卿之上，第三品，秩中二千石，置丞、五官、功曹、主簿等僚佐。
下表列出南朝可考的太后三卿。

## 宣訓宮
永初元年（420年），宋武帝尊繼母宋王太后蕭文壽為皇太后，立宣訓宮。景平元年（423年），太皇太后崩，宮廢。
宣訓宮卿可考者如下：
| 官職     | 爵位 | 謚     | 姓名   | 在任時間    |
| 宣訓衛尉 |      | 文貞公 | 王敬弘 | 420年—422年 |
| 宣訓衛尉 |      |        | 王鎮之 | 422年       |

## 永樂宮
永初三年（422年），宋少帝尊生母夫人張氏為皇太后，立永樂宮。景平二年（424年），皇太后隨少帝被廢，宮廢。
永樂宮卿不可考。

## 崇憲宮
元嘉三十年（453年），宋孝武帝尊生母淑媛路惠男為皇太后，立崇憲宮。泰始二年（466年），崇憲太后崩，宮廢。
崇憲宮卿可考者如下：
| 官職     | 爵位         | 謚   | 姓名   | 在任時間    |
| 崇憲衛尉 |              | 定子 | 羊玄保 | 453年—？    |
| 崇憲衛尉 | 桂陽郡王     |      | 劉休範 | 465年—466年 |
| 崇憲太僕 | 南昌縣開國侯 | 貞侯 | 朱脩之 |             |
| 崇憲太僕 | 營浦縣開國侯 | 元公 | 劉遵考 | 462年—466年 |

## 永訓宮
大明八年（464年），宋前廢帝尊孝武帝皇后王憲嫄為皇太后，立永訓宮。同年，皇太后崩，宮廢。
永訓宮卿不可考。

## 弘訓宮
泰豫元年（472年），宋後廢帝尊明帝皇后王貞風為皇太后，立弘訓宮。建元元年（479年），齊代宋，宮廢。
弘訓宮卿可考者如下：
| 官職     | 爵位 | 謚 | 姓名 | 在任時間 |
| 弘訓太僕 |      |    | 王琨 | ？—479年 |

## 宣德宮
永明十一年（493年），蕭昭業尊皇太孫太妃王寶明為皇太后，立宣德宮。天監元年（502年），梁代齊，宮廢。
宣德宮卿可考者如下：
| 官職     | 爵位 | 謚 | 姓名   | 在任時間 |
| 宣德太僕 |      |    | 劉朗之 | ？—494年 |

## 慈訓宮
永定三年（559年），陳文帝尊武帝皇后章要兒為皇太后，立慈訓宮。太建二年（570年），皇太后崩，宮廢。
慈訓宮卿可考者如下：
| 官職       | 爵位 | 謚   | 姓名   | 在任時間      |
| 慈訓宮衛尉 |      | 僖子 | 裴之平 | 559年除，未拜 |
| 慈訓宮太僕 |      | 簡子 | 周弘正 | 562年—566年   |

## 安德宮
天康元年（566年），陳廢帝尊文帝皇后沈妙容為皇太后，立安德宮。禎明三年（589年），陳亡，宮廢。
安德宮卿可考者如下：
| 官職       | 爵位 | 謚 | 姓名 | 在任時間    |
| 安德宮衛尉 |      |    | 蕭濟 |             |
| 安德宮少府 |      |    | 蕭允 | 585年—586年 |

## 弘範宮
太建十四年（582年），陳後主尊宣帝皇后柳敬言為皇太后，立弘範宮。禎明三年（589年），陳亡，宮廢。
弘範宮卿可考者如下：
| 官職       | 爵位 | 謚 | 姓名 | 在任時間    |
| 弘範宮衛尉 |      |    | 孔奐 | 582年—583年 |